# Šipanska Luka
Šipanska Luka – wieś w Chorwacji, w żupanii dubrownicko-neretwiańskiej, w mieście Dubrownik. W 2011 roku liczyła 212 mieszkańców.
Jest położona na wyspie Šipan i posiada port morski. Główne zabytki miejscowości to: dwór z XV wieku i późnogotycki kościół pw. św. Stefana z 1252 roku. Miejscowa gospodarka opiera się na turystyce, rybołówstwie i rolnictwie. Uprawia się tu m.in. winorośl, figi, migdały, owoce cytrusowe i granaty. Mieszkańcy Šipanskiej Luki gospodarczo użytkują także pobliską wyspę Jakljan.